# Rahel Friederichová
Rahel Friederichová (* 22. leden 1986, Curych ) je švýcarská reprezentantka v orientačním běhu. Mezi její největší úspěchy na mezinárodní scéně patří páté místo ze sprintu na Mistrovství světa 2012 ve švýcarském Lausanne. V současnosti běhá za švýcarský klub OLG Basel a za švédský klub Leksands OK za který startuje ve skandinávii.

## Sportovní kariéra
| Přehled úspěchů na Mistrovství světa | Přehled úspěchů na Mistrovství světa | Přehled úspěchů na Mistrovství světa | Přehled úspěchů na Mistrovství světa | Přehled úspěchů na Mistrovství světa |
| Mistrovství světa                    | Sprint                               | Middle                               | Long                                 | Štafety                              |
| ------------------------------------ | ------------------------------------ | ------------------------------------ | ------------------------------------ | ------------------------------------ |
| Olomouc 2008                         | 19. místo                            | X                                    | X                                    | X                                    |
| Trondheim 2010                       | 16. místo                            | X                                    | X                                    | X                                    |
| Savojsko 2011                        | 9. místo                             | X                                    | 11. místo                            | 7. místo                             |
| Lausanne 2012                        | 5. místo                             | X                                    | X                                    | X                                    |

| Přehled úspěchů na Mistrovství Evropy | Přehled úspěchů na Mistrovství Evropy | Přehled úspěchů na Mistrovství Evropy | Přehled úspěchů na Mistrovství Evropy | Přehled úspěchů na Mistrovství Evropy |
| Mistrovství Evropy                    | Sprint                                | Middle                                | Long                                  | Štafety                               |
| ------------------------------------- | ------------------------------------- | ------------------------------------- | ------------------------------------- | ------------------------------------- |
| Primorsko 2010                        | 17. místo                             | 36. místo                             | 34. místo                             | X                                     |
| Falun 2012                            | 5. místo                              | X                                     | Q18. místo                            | 6. místo                              |

| Přehled úspěchů na Mistrovství světa juniorů | Přehled úspěchů na Mistrovství světa juniorů | Přehled úspěchů na Mistrovství světa juniorů | Přehled úspěchů na Mistrovství světa juniorů | Přehled úspěchů na Mistrovství světa juniorů |
| Mistrovství světa juniorů                    | Sprint                                       | Middle                                       | Long                                         | Štafety                                      |
| -------------------------------------------- | -------------------------------------------- | -------------------------------------------- | -------------------------------------------- | -------------------------------------------- |
| Gdaňsk 2004                                  | X                                            | 54. místo                                    | 48. místo                                    | X                                            |
| Tenero 2005                                  | X                                            | 16. místo                                    | 48. místo                                    | 4. místo                                     |
| Druskininkai 2006                            | 13. místo                                    | X                                            | 14. místo                                    | 6. místo                                     |